# AB-205
La AB-205 es una carretera provincial que discurre por la comunidad autónoma de Castilla-La Mancha, España.

## Trazado
La carretera AB-205 une Casas de Ves (enlace con la CM-3207) y la A-32.